# Districtul Schaumburg
Districtul Schaumburg este un Kreis în landul Saxonia Inferioară, Germania.
1. 1 2 3  GeoNames